# Пуф
Пуф (на френски: pouf) е ниска табуретка или подложка за крака, цялата покрита с плат или кожа. Ако табуретката е по-голяма и има пространство за съхранение вътре в нея, тогава се нарича отомана.
Пуф е създаден във Франция. За първи път думата pouf е била употребена през 1553 г.